# ਅ
Cette page contient des caractères spéciaux ou non latins. S’ils s’affichent mal (▯, ?, etc.), consultez la page d’aide Unicode.
ਅ, transcrit a, appelée aira ਐੜਾ (aiṛā)) ou mukta ਮੁਕ੍ਤਾ (muktā) en pendjabi, est une voyelle de l’alphasyllabaire gurmukhi.

## Utilisation
L’aira est utilisé pour représenter la voyelle moyenne centrale [ə] indépendante ou en début de mot.
Elle est utilisée pour composer la forme indépendante de certaines autres voyelles : ਆ (kanā), ਐ (dulāvā̃), ਔ (kanōṛā). Contrairement à ੳ (ūṛā) and ੲ (īṛī) qui ne sont utilisés que pour composer la forme indépendante d’autres voyelles, aira peut être utilisé indépendamment.

## Représentations informatiques
Son caractère Unicode est :
| formes       | représentations | chaînes de caractères | points de code | descriptions      | note                                       |
| ------------ | --------------- | --------------------- | -------------- | ----------------- | ------------------------------------------ |
| indépendante | ਅ               | ਅ                     | U+0A05         | lettre gurmukhi a | Cette voyelle n’a pas de forme dépendante. |